# Němčice (Sedlice)
Němčice jsou malá vesnice, část města Sedlice v okrese Strakonice v Jihočeském kraji. Nachází se asi 2,5 kilometru severozápadně od Sedlice. Prochází zde silnice I/20. Je zde evidováno 12 adres. V roce 2011 zde trvale žilo osm obyvatel.
Němčice leží v katastrálním území Němčice u Sedlice o rozloze 1,23 km².

## Historie
První písemná zmínka o vesnici pochází z roku 1654.

## Obyvatelstvo
| Rok            | 1869 | 1880 | 1890 | 1900 | 1910 | 1921 | 1930 | 1950 | 1961 | 1970 | 1980 | 1991 | 2001 | 2011 | 2021 |
| -------------- | ---- | ---- | ---- | ---- | ---- | ---- | ---- | ---- | ---- | ---- | ---- | ---- | ---- | ---- | ---- |
| Počet obyvatel | 74   | 89   | 77   | 81   | 75   | 71   | 57   | 43   | 49   | 44   | 18   | 14   | 8    | 8    | 19   |
| Počet domů     | 11   | 12   | 13   | 13   | 12   | 12   | 11   | 11   | 11   | 11   | 6    | 11   | 11   | 8    | 13   |

## Obecní správa
Při sčítání lidu v letech 1850–1959 Němčice byly osadou obce Hněvkov v okrese Blatná. Od roku 1960 jsou částí města Sedlice v okrese Strakonice.